# 李祖詒
李祖詒（英語：Joseph Lee），香港執業大律師，香港資深大律師李柱銘的獨生子，祖父李煦寰是中華民國國軍中將。李祖詒於2008年在香港執業。
2018年6月，李祖詒和莎莎國際主席郭少明的幼女郭詩雅共諧連理，但2020年2月，兩人宣佈離婚，結束不足兩年的婚姻。